# フレデリック・セオドア・フリーリングハイゼン

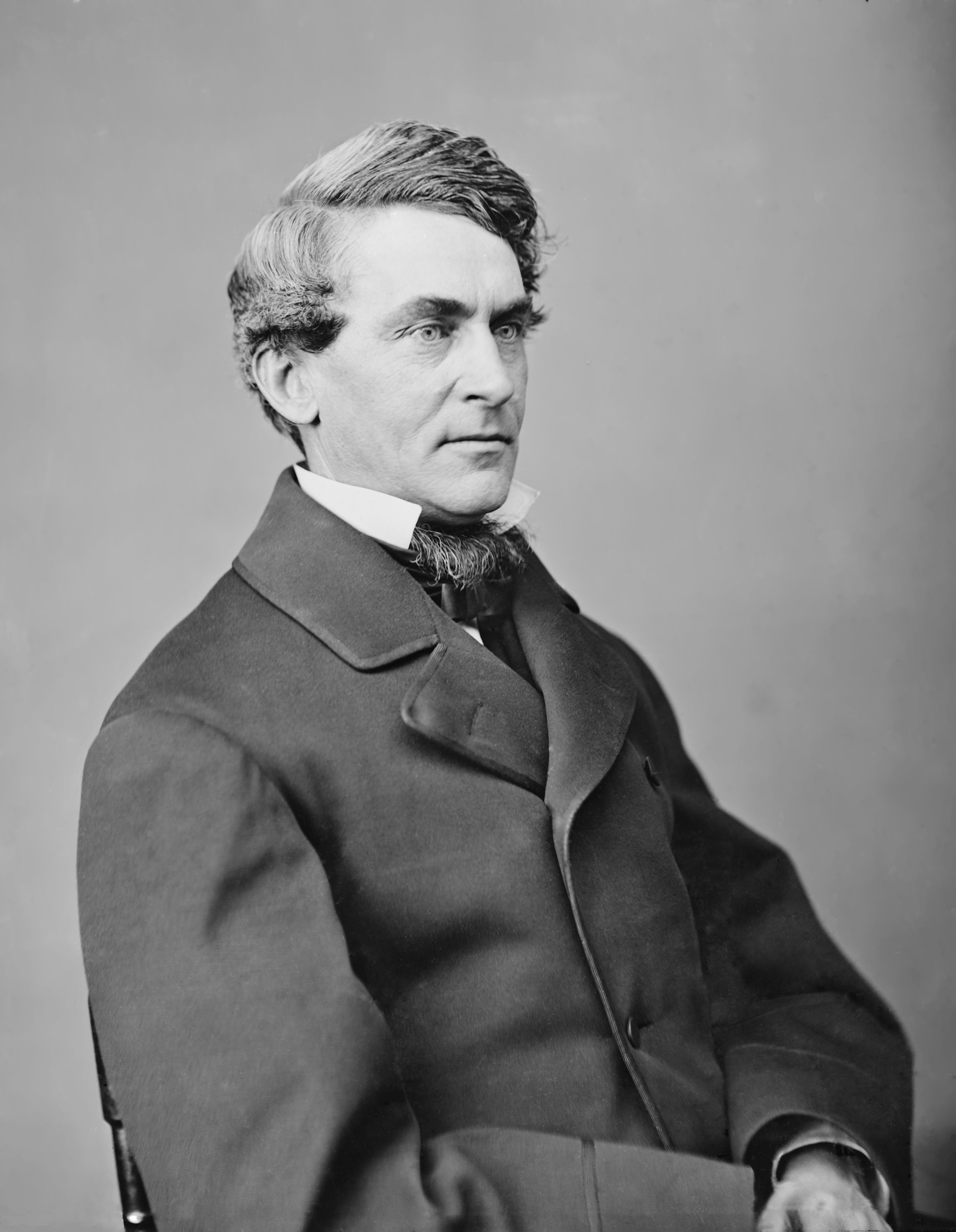
フレデリック・セオドア・フリーリングハイゼン

フレデリック・セオドア・フリーリングハイゼン（Frederick Theodore Frelinghuysen, 1817年8月4日 - 1885年5月20日）は、アメリカ合衆国の政治家。ニュージャージー州検事総長、ニュージャージー州選出連邦上院議員、アメリカ合衆国国務長官を務めた。

## 生い立ちと初期の経歴
1817年8月4日、フリーリングハイゼンはニュージャージー州ミルストーンにおいて、オランダ系のフレデリック・フリーリングハイゼンとメアリー・デュモン (Mary Dumont) の息子として誕生した。フリーリングハイゼンは3歳のときに父親と死別し、その後は伯父のセオドア・フリーリングハイゼンの下で育てられた。
フリーリングハイゼンは1836年にラトガーズ大学を卒業し、その後はニューアークにおいて伯父の下で法律を学んだ。フリーリングハイゼンは伯父の弁護士業を継承し、1839年に弁護士として認可を受けた。フリーリングハイゼンはニュージャージー中央鉄道やモリス運河銀行などの企業で弁護士を務めた。

## 結婚と子供
フリーリングハイゼンは1840年1月15日にマチルダ・エリザベス・グリズウォルド (Matilda Elizabeth Griswold) と結婚した。2人の間には3男3女が生まれた。
1. マチルダ・グリズウォルド・フリーリングハイゼン (Matilda Griswold Frelinghuysen)
2. シャーロット・ルーシー・フリーリングハイゼン (Charlotte Lucy Frelinghuysen)
3. フレデリック・フリーリングハイゼン (Frederick Frelinghuysen)
4. ジョージ・グリズウォルド・フリーリングハイゼン (George Griswold Frelinghuysen)
5. サラ・ヘレン・フリーリングハイゼン (Sarah Helen Frelinghuysen) - ジョン・デイヴィスと結婚。
6. セオドア・フリーリングハイゼン (Theodore Frelinghuysen)

## 政治
フリーリングハイゼンは共和党を支持した。フリーリングハイゼンは1860年共和党全国大会にニュージャージー州代表として参加した。フリーリングハイゼンは1861年から1867年までニュージャージー州検事総長を務めた。フリーリングハイゼンは1861年のワシントン平和会議に代表として出席した。
1866年、フリーリングハイゼンは州知事の指名を受けて、欠員充当のため連邦上院議員に選任された。1867年冬、フリーリングハイゼンは連邦上院の2期目に立候補したが、民主党は多数派を占める州議会によって妨げられた。フリーリングハイゼンは1869年3月に任期満了で連邦上院議員を退任した。
1870年、フリーリングハイゼンはユリシーズ・グラント大統領から駐イギリス公使に指名を受け、上院の承認を受けたが、着任を辞退した。フリーリングハイゼンは1871年から1877年まで再び連邦上院議員を務めた。フリーリングハイゼンは議会討論や委員会業務で重要な役割を担った。フリーリングハイゼンはアラバマ要求の交渉期間中、上院外交委員会委員長を務めた。
フリーリングハイゼンはアンドリュー・ジョンソン大統領が提示したレコンストラクション政策に強く反対した。フリーリングハイゼンはジョンソン大統領の弾劾裁判で、起訴内容に対する有罪票を投じた。
1876年の大統領選挙後、フリーリングハイゼンは選挙結果に対する共和党の異議申し立てを受け、調査委員会設置のための法案を起草・提出した。法案は1877年1月に承認され、フリーリングハイゼンはその法律に基づき設置された選挙委員会で委員の1人となった。共和党員であったフリーリングハイゼンは、ラザフォード・ヘイズを勝者とする票を投じた。
1881年12月12日、フリーリングハイゼンはチェスター・アーサー大統領から国務長官に指名された。フリーリングハイゼンは1885年のグロヴァー・クリーヴランド大統領就任まで国務長官を務めた。

## 引退と死
フリーリングハイゼンは国務長官退任後、ニューアークの自宅へ戻り隠居した。そして1885年5月20日、フリーリングハイゼンはニューアーク市内において死去した。フリーリングハイゼンの遺体はニューアーク市内のマウントプレザント墓地に埋葬された。